# ジョーダン・ラパナ
ジョーダン・ラパナ（Jordan Rapana、1989年8月15日- ）は、ニュージーランド出身のプロラグビーリーグ選手、プロラグビーユニオン選手である。ポジションはウイング、フルバック。ラグビーリーグのニュージーランドマオリ代表、クック諸島代表、ニュージーランド代表でプレーした。
ナショナルラグビーリーグ（NRL）のゴールドコースト・タイタンズとキャンベラ・レイダーズでプレーした。
2019年に再びユニオンに転向し、10月にジャパンラグビートップリーグのパナソニック ワイルドナイツへ加入。2020年6月、パナソニック ワイルドナイツを退団した。

## 背景
ラパナはニュージーランド、ウェリントンで生まれ、マオリ、クック諸島、およびイタリア系である。10歳の時に、ンガーティ・トア・イウィ（マオリの部族）から、オーストラリア・クイーンズランド州ゴールドコーストに移った。
チューガン・シーホークスのジュニアチームでプレーし、高校はパームビーチカランバン州立高校に通った。卒業後にゴールドコースト・タイタンズと契約した。

## キャリア
2008年はゴールドコースト・タイタンズのユースチームでプレーした。また、ラグビーリーグニュージーランドマオリ代表でもプレーした。

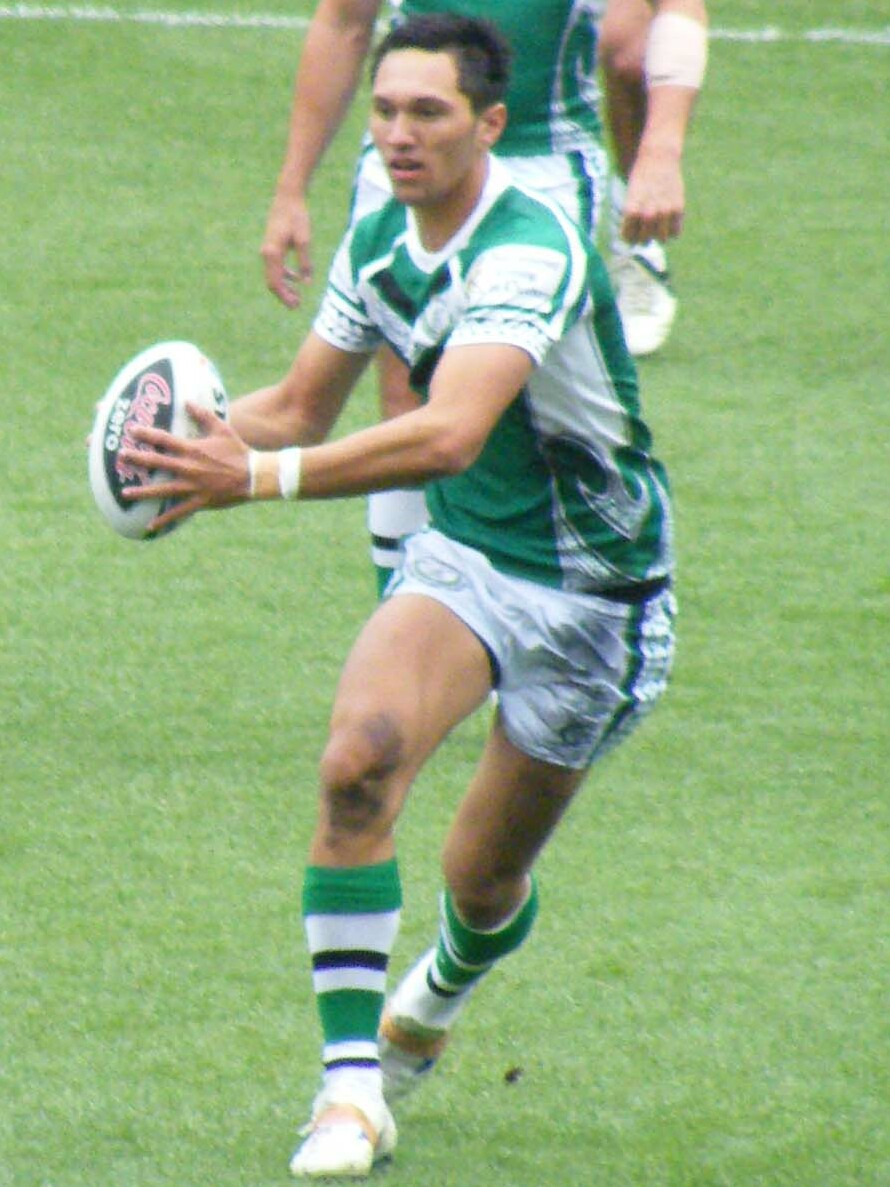
ニュージーランドマオリ代表でプレーするラパナ（2008年）。

2009年に、イングランドとウェールズへの2年間のモルモン教宣教団に勤めるためにNRLを離れた。
2011年、スーパーラグビーのウェスタン・フォースと2012年からの契約を結んだ。2012シーズンはPalmyra Rugby Union Clubでプレーした。
2013年、TTM Canberra Raiders Cupでクイーンビアン・ブルーズでプレーするためにキャンベラに移り、また契約を期待してスーパーラグビーのブランビーズの練習に参加した。2013年6月24日、NRLのキャンベラ・レイダーズと2年契約を結んだ 。

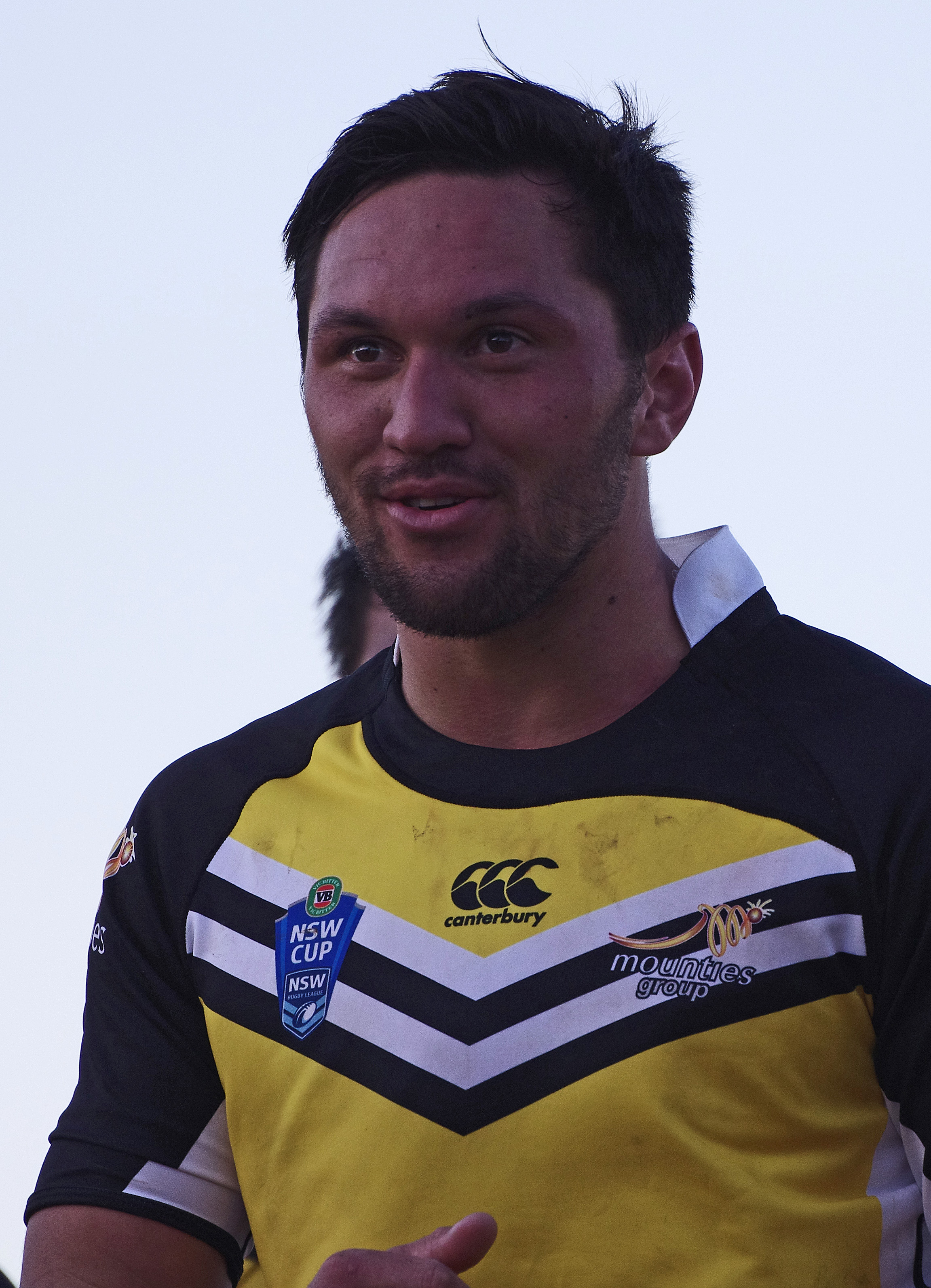
マウント・プリチャード・マウンティーズでプレーするラパナ（2013年）。

2013年の終わりには、クック諸島代表としてラグビーリーグ・ワールドカップ2013に出場した。
2014年8月7日、レイダーズと1年契約を結んだ。
2015年5月8日、レイダーズと2年契約を結んだ。10月17日、ラグビーリーグ・ワールドカップ2017のアジア太平洋予選においてクック諸島代表としてトンガと対戦した。
2016シーズンは23トライを挙げてクラブ記録を塗り替え、スリアシ・ヴニヴァルと並んでトライ王となった。センターのジョゼフ・レイルアとのコンビはリーグで最も破壊的なコンビの1つとなり、フィールド外での強い友情から「Leipana」と呼ばれた。2016年10月4日、2016フォーネイションズのニュージーランド代表 "キーウィズ" に選ばれた。

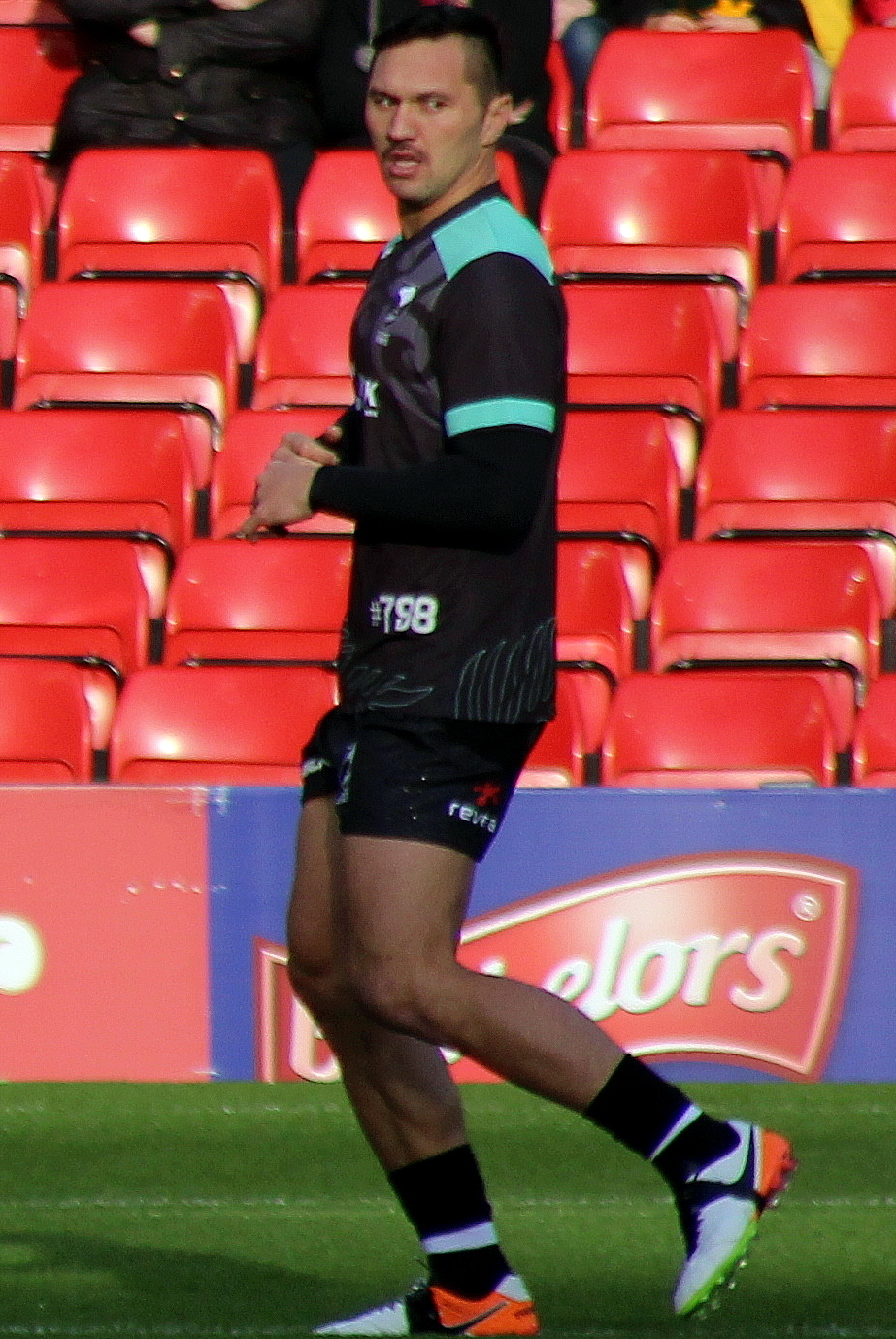
キーウィズでウォーミングアップ中のラパナ（2016年）

ラパナはニュージーランドラグビーリーグによってその年のキーウィズの新人王に選ばれた。